# Holthausen (Herne)
Holthausen ist ein Stadtteil von Herne im Stadtbezirk Sodingen. Holthausen hat 7.652 Einwohner (Dez. 2018).

## Geschichte
Die historische Gemeinde Holthausen ist landwirtschaftlich geprägt und besteht aus den Siedlungen Holthausen, Börsinghausen, Kray und Holthauser Bruch sowie dem Sodinger Holz und den Höfen nördlich von Oestrich an der Lange Straße.
Um 910 tauchte der Name „Holthuson“ zum ersten Mal im Heberegister (Urbar A) der Benediktinerabtei Werden an der Ruhr auf. Um 1200 entwickelt sich der Name dann zur heutigen Schreibweise Holthausen. Der Name lässt sich mit „Siedlung/Gehöft am Wald“ übersetzen.
Holthausen gehörte zur Grafschaft Mark. 1807 wurde diese an das unter französischer Herrschaft stehende Großherzogtum Berg angeschlossen. Während des Ruhrdepartements war Holthausen Teil der Mairie Castrop. Ab 1815 war die Bürgermeisterei bzw. das Amt Castrop im Kreis Dortmund dann der preußischen Provinz Westfalen zugehörig.
Zur Unterscheidung von einem weiteren Ort mit dem Namen Holthausen im Kreis Dortmund erhielt die Gemeinde zeitweise den Zusatz bei Castrop.
Im Jahre 1902 wurde das Amt Castrop aufgelöst, so dass die Landgemeinden Sodingen (mit Gysenberg), Börnig und Holthausen bei Castrop zum neugegründeten Amt Sodingen im Landkreis Dortmund kamen. Alle drei Gemeinden wurden am 1. April 1928 im Zuge der damaligen Eingemeindungen in die Stadt Herne eingegliedert, deren Einwohnerzahl dadurch um ein Drittel anstieg. Ein kleiner Gebietsteil wurde nach Castrop-Rauxel umgegliedert.

## Statistik
Zum 31. Dezember 2019 lebten 8.373 Einwohner im statistischen Bezirk Holthausen/Gysenberg.
Struktur der Bevölkerung im statistischen Bezirk Holthausen/Gysenberg im Jahr 2019:
- Bevölkerungsanteil der unter 18-Jährigen: 15,5 % (Herner Durchschnitt: 16,0 %)[4]
- Bevölkerungsanteil der mindestens 65-Jährigen: 22,4 % (Herner Durchschnitt: 21,8 %)[5]
- Ausländeranteil: 9,1 % (Herner Durchschnitt: 18,7 %)[6]
- Arbeitslosenquote: 6,1 % (Herner Durchschnitt: 7,9 %)[7]

## Verkehr
Die Buslinien 311, 324 und 351 der Straßenbahn Herne–Castrop-Rauxel bedienen Holthausen. An Wochenenden und vor Feiertagen verkehrt zusätzlich die Nachtbuslinie NE 31.
| Linie | Verlauf | Takt (Mo–Fr)                                                               |
| ----- | --- | -------------------------------------------------------------------------- |
| 311   | Herne Zechenring – Horsthausen – Herne Bf – Herne Mitte – Archäologie-Museum/Kreuzkirche – Am Stadtgarten – Akademie Mont-Cenis – Börnig – (Schadenburgstr./Börnig Bf – Teutoburgia) / Realschule Sodingen – Holthausen – Castrop Münsterplatz                                                | 30 min (Horsth.–Herne Bf) 10 min (Herne Bf–Holth.) 20 min (Holth.–Castrop) |
| 324   | Castrop Münsterplatz – Holthausen Süd (Friedhof) – Sodingen Mitte – Akademie Mont-Cenis – Gysenbergpark/LAGO – Ostbachtal – Archäologie-Museum/Kreuzkirche – Herne Mitte – Herne Bf Fahrten ab Herne Mitte montags bis freitags als Linie 321 und samstags als Linie 351 in Richtung Herne Bf | 30 min                                                                     |
| 351   | Herne Mitte – Herne Bf – Vinckestr. – Börnig – Schadenburgstr./Börnig Bf – Teutoburgia – Holthausen – Castrop Gewerbegebiet Westring – Castrop-Rauxel-Behringhausen – Castrop Münsterplatz | 30 min                                                                     |
| NE31  | NachtExpress: Herne Bf → Herne Mitte → Archäologie-Museum/Kreuzkirche → Sodingen → Akademie Mont-Cenis → Holthausen → Börnig → Horsthausen Süd → Herne Bf Fährt in den Nächten Freitag/Samstag, Samstag/Sonntag, vor Feiertagen und nach besonderer Ankündigung                               | 60 min                                                                     |